# Bernardo II de Pallars Sobirá
Bernardo II de Pallars Sobirá ( ? - 1049 ) fue conde de Pallars Sobirá (1035-1049).
Hijo del conde Guillermo II de Pallars Sobirá, lo sucedió a su muerte en 1035.
Bernardo II murió sin descendencia conocida y fue sucedido por su hermano menor Artal I de Pallars Sobirá.
| Predecesor: Guillermo II | Conde de Pallars Sobirá 1035-1049 | Sucesor: Artal I |